# بومادران بیابانی
 بومادران بیابانی (نام علمی: Achillea tenuifolia) نام یک گونه از سرده بومادران است.